# Florisuga fusca
El colibrí negro, colibrí blanco y negro o picaflor negro (Florisuga fusca), también denominado jacobino negro, es una especie de ave apodiforme de la familia Trochilidae una de las dos pertenecientes al género Florisuga. Es nativo del centro oriental de América del Sur

## Distribución y hábitat
Se distribuye por el este de Brasil, desde Bahía hasta Río Grande del Sur, este de Uruguay, sureste de Paraguay y noreste de Argentina (Misiones, Corrientes y noreste de Entre Ríos.
Esta especie es considerada un residente común en una variedad de hábitats naturales como bosques, jardines, plantaciones con árboles altos, desde el nivel del mar hasta los 1400 m de altitud, con registros más escasos en regiones de cerrado y campos rupestres. Forrajea desde el nivel bajo hasta el alto del bosque y en los bordes. Es migratorio, desaparece de regiones más al norte para migrar hacia el sur en los inviernos australes, en Río Grande del Sur es conocido como «picaflor de invierno», pero la fenología del patrón migratorio es muy poco conocida.

## Descripción

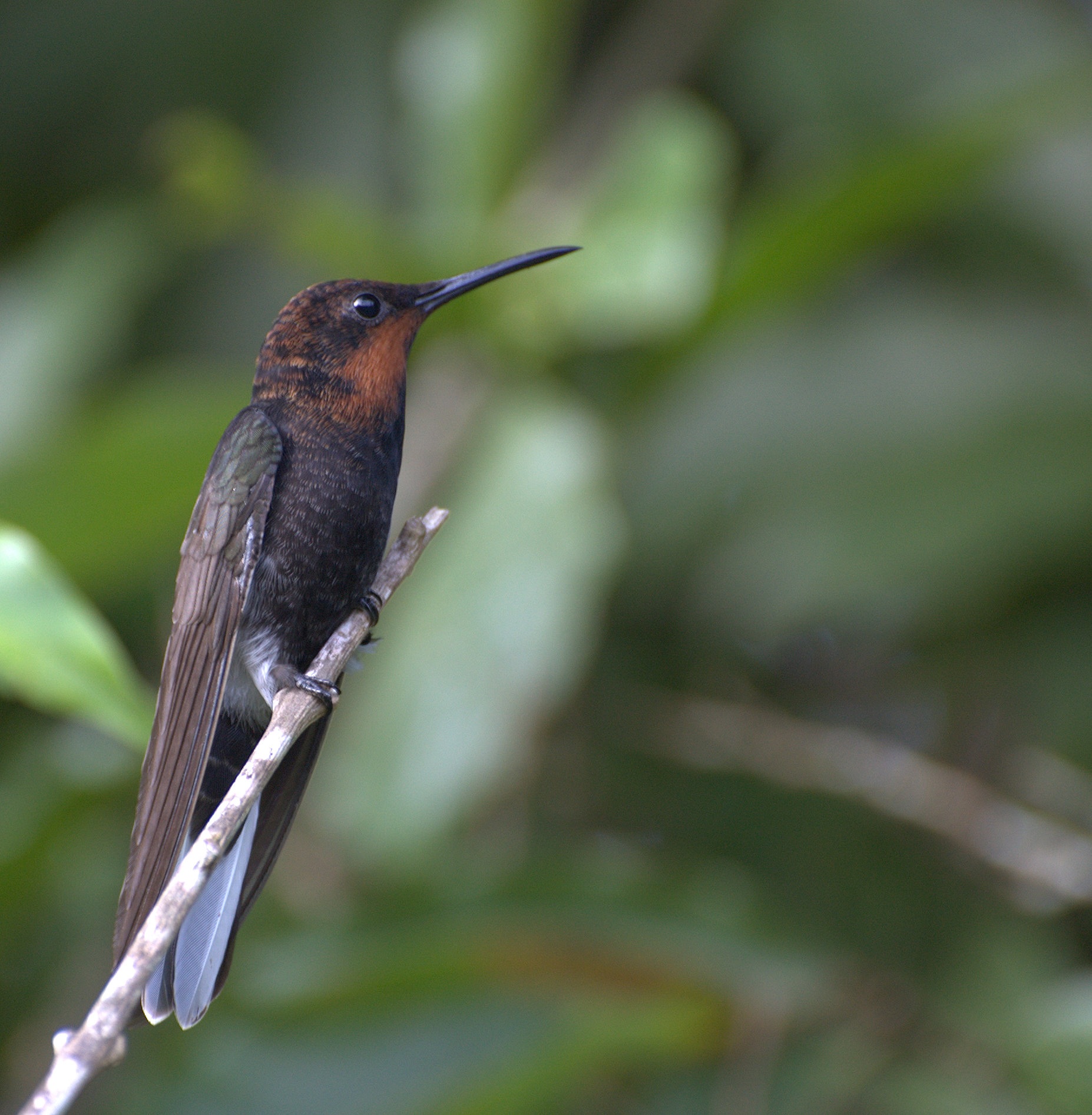
Un ejemplar juvenil.

Mide en promedio de 12 a 13 cm de longitud y pesa de 7 a 9 g. Hembra y macho son iguales, la hembra algo menor; es casi todo de color negro con los flancos inferiores (unidos por una delgada faja subventral) y la cola blancos, ésta con ápices negros. Los juveniles tienen la región mala de color castaño.

## Sistemática

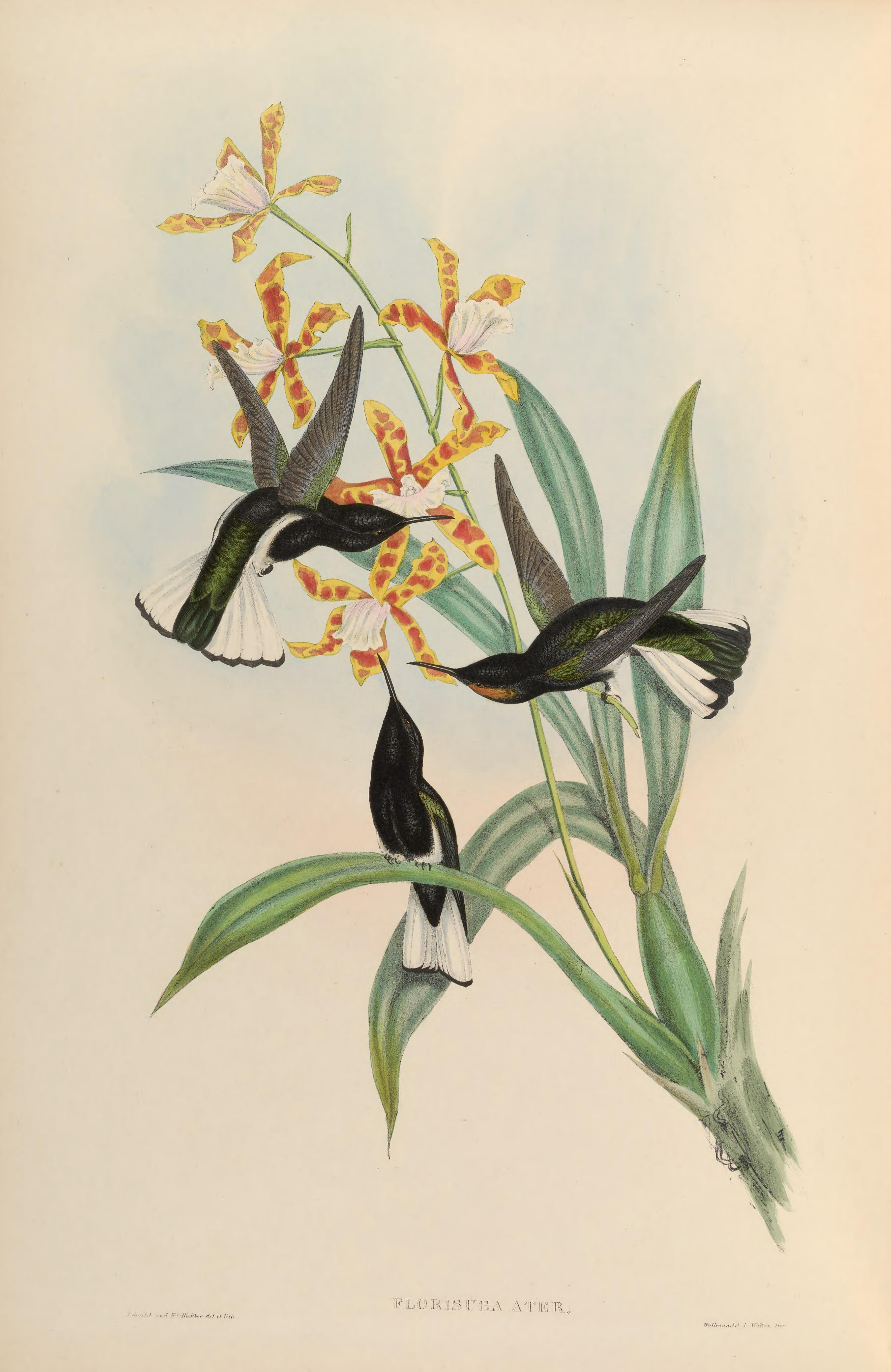
Florisuga ater sinónimo de Florisuga fusca (adultos y juvenil), ilustración de Gould y Richter en A monograph of the Trochilidae, or family of humming-birds, 1861.

### Descripción original
La especie F. fusca fue descrita por primera vez por el naturalista francés Louis Pierre Vieillot en 1817 bajo el nombre científico Trochilus fuscus; su localidad tipo es: «Brasil».

### Etimología
El nombre genérico femenino «Florisuga» se compone de las palabras del latín «floris» que significa ‘flor’, y  «sugere» que significa ‘chupar’, ‘sorber’; y el nombre de la especie «fusca», proviene del latín «fuscus» que significa ‘oscuro’, ‘negro’.

### Taxonomía
Tradicionalmente fue colocada en un género monotípico Melanotrochilus; la inclusión en Florisuga se justifica por la vocalización, la morfología, la anatomía y el comportamiento reproductivo. Es monotípica.